# كيسوكي كينوشيتا
كيسوكي كينوشيتا (باليابانية: 木下惠介) هو منتج أفلام وكاتب سيناريو ومخرج ياباني، ولد في 5 ديسمبر 1912 في هاماماتسو في اليابان، وتوفي في 30 ديسمبر 1998 في طوكيو (اليابان) في اليابان.

## وصلات خارجية
- كيسوكي كينوشيتا على موقع IMDb (الإنجليزية)
- كيسوكي كينوشيتا على موقع الموسوعة البريطانية (الإنجليزية)
- كيسوكي كينوشيتا على موقع ألو سيني (الفرنسية)
- كيسوكي كينوشيتا على موقع أول موفي (الإنجليزية)
- كيسوكي كينوشيتا على موقع قاعدة بيانات الأفلام السويدية (السويدية)
- كيسوكي كينوشيتا على موقع قاعدة بيانات الفيلم (الإنجليزية)
- كيسوكي كينوشيتا على موقع كينوبويسك (الروسية)